# Motorola Moto E (prima generazione)
Il Motorola Moto E è uno smartphone Android presentato il 25 aprile 2014.
Il Moto E è uno smartphone entry-level, sviluppato e prodotto sul successo del Moto G;
È stato ideato in particolar modo per i mercati emergenti per competere con altri smartphone in quella fascia di prezzo.
Il telefono è stato presentato il 13 maggio 2014 e fu disponibile subito presso alcuni rivenditori in India e negli Stati Uniti.

## Sviluppo
Il Moto E è stato sviluppato specificamente per competere con i "Feature phone" nei mercati emergenti.